# Mistrovství Evropy v plaveckých sportech 1985
Mistrovství Evropy v plaveckých sportech za rok 1985 proběhlo v Sofii, Bulharsko ve dnech 4. až 11. srpna 1985.
Soutěže
- Plavání
- Skoky do vody
- Umělecké plavání
- Vodní pólo